# Kyoto Animation
Kyoto Animation Co., Ltd. (株式会社京都アニメーション Kabushiki-gaisha Kyōto Animēshon?), abreviat deseori 
KyoAni (京アニ Kyōani?) este un studio de animație japonez și un editor de romane ușoare situat în Uji, Prefectura Kyoto. A fost fondată în 1985 de soțul și soția Hideaki și Yoko Hatta, care rămân președinte și, respectiv, vicepreședinte.
Kyoto Animation a produs filme și seriale anime, inclusiv The Melancholy of Haruhi Suzumiya (2006), Clannad (2007), K-On! (2009), Nichijou (2011), Free! (2013), Sound! Euphonium (2015), A Silent Voice (2016) și Violet Evergarden (2018).